# Obszarniki
Obszarniki (deutsch Abschermeningken, 1932–1945 Almental) ist ein Dorf im Nordosten der polnischen Woiwodschaft Ermland-Masuren, das zur Gmina Banie Mazurskie (Benkheim) im Powiat Gołdapski (Kreis Goldap) gehört.

## Geographische Lage
Obszarniki liegt nordwestlich Gołdap (Goldap) an einer untergeordneten Straße, die von der Kreisstadt parallel zur polnisch-russischen Staatsgrenze über Mażucie (Masutschen) und Żabin (Klein Szabienen) und Dąbrówka (Dombrowken) bis nach Budry (Buddern) an der  Woiwodschaftsstraße 650 verläuft. Ein Bahnanschluss besteht nicht.

## Geschichte
Das früher Abschermeningken genannte Dorf war ab 1874 Amtsdorf eines Amtsbezirks, der bis 1945 zum Landkreis Darkehmen (1938–1946 Landkreis Angerapp) im Regierungsbezirk Gumbinnen der preußischen Provinz Ostpreußen gehörte. Im Jahre 1910 lebten hier 297 Einwohner, deren Zahl sich bis 1933 auf 366 steigerte.
Am 11. Mai 1932 erhielt Abschermeningken aus politisch-ideologischen Gründen den neuen Namen „Almetal“. 1939 zählte das Dorf 298 Einwohner, die dann fast vollzählig 1945 und in den Folgejahren ihre Heimat verlassen mussten. Almental wurde polnisch und veränderte seinen Namen – in Anlehnung an den bis 1938 gültigen – in „Obszarniki“. Heute ist es in die Gmina Banie Mazurskie (Benkheim) im Powiat Gołdapski in der Woiwodschaft Ermland-Masuren (1975–1998 Woiwodschaft Suwałki) eingegliedert.

### Amtsbezirk Abschermeningken/Almental
Zwischen 1874 und 1945 war Abschermeningken Sitz und namensgebender Ort eines Amtsbezirks, der am 6. Mai 1874 von acht Landgemeinden bzw. Gutsbezirken gebildet wurde:
| Name (bis 1938)                    | Name (1938–1945)   | Name (ab 1945) | Bemerkungen                                       |
| ---------------------------------- | ------------------ | -------------- | ------------------------------------------------- |
| Landgemeinden:                     |                    |                |                                                   |
| Abschermeningken ab 1932: Almental | Almental           | Obszarniki     |                                                   |
| Jagotschen                         | Gleisgarben        | Jagoczany      |                                                   |
| Krugken                            | Krucken            | Kruki          |                                                   |
| Masutschen                         | Oberhofen (Ostpr.) | Mażucie        |                                                   |
| Petrelskehmen                      | Peterkeim          | Pietraszki     |                                                   |
| Skallischkehmen                    | Großsteinau        | Skaliszkiejmy  | 1934 in den Amtsbezirk Rogahlen umgegliedert      |
| Gutsbezirke:                       |                    |                |                                                   |
| Gleisgarben                        | --                 | --             | 1928 in die Landgemeinde Jagotschen eingegliedert |
| Gleisgarben-See                    | --                 | --             | 1874 in den Gutsbezirk Gleisgarben eingegliedert  |

Im Jahre 1939 wurde der Amtsbezirk Abschermeningken in „Amtsbezirk Almental“ umbenannt. Zu ihm gehörten am 1. Januar 1945 noch die fünf Gemeinden Almental, Gleisgarben, Krucken, Oberhofen und Peterkeim.

## Religionen
Vor 1945 waren die Einwohner von Abschermeningken/Almental fast ausnahmslos evangelischer Konfession. Das Dorf war in das Kirchspiel Kleszowen (seit 1946 Kutusowo), heute unmittelbar hinter der polnisch-russischen Grenze gelegen, eingepfarrt. Es gehörte zum Kirchenkreis Darkehmen (seit 1946 russisch: Osjorsk) in der Kirchenprovinz Ostpreußen der Kirche der Altpreußischen Union. Letzter deutscher Geistlicher war Pfarrer Günther Warm.
Seit 1945 ist die Bevölkerung von Obszarniki überwiegend katholischer Konfession. Pfarrort ist jetzt Żabin (Klein Szabienen) im  Dekanat Gołdap im Bistum Ełk (Lyck) der Katholischen Kirche in Polen. Hier lebende evangelische Einwohner gehören zur Kirche in Węgorzewo (Angerburg), die Filialkirche im Kirchspiel Giżycko (Lötzen) in der Diözese Masuren der Evangelisch-Augsburgischen Kirche in Polen ist.